# Selma Jakobsson
Selma Matilda Jakobsson, född 8 december 1866 i Håtuna församling, död 24 februari 1953 i Nacka församling, var en svensk rösträttsaktivist. 
Hon var verksam i kampanjen för införandet av kvinnlig rösträtt i Sverige och ordförande för Föreningen för kvinnans politiska rösträtt i Piteå 1907-1910.